# Prosopocoilus fabricei
Prosopocoilus fabricei es una especie de coleóptero de la familia Lucanidae.

## Distribución geográfica
Habita en Peleng (Indonesia).